# 安德里扬·尼古拉耶夫
安德里扬·格里戈里耶维奇·尼古拉耶夫（俄语：Андрия́н Григо́рьевич Никола́ев，1929年9月5日—2004年7月3日），是苏联第三位宇航员，两次执行太空任务。

## 早年
1929年9月5日出生于伏尔加河中游楚瓦什自治共和国的绍尔舍雷村。双亲都是集体农庄庄员。母亲主要在牛奶场工作。15岁时丧父:59。
他最先在齊維利斯克的医护学校读书，后进入馬林斯基鎮林业专科学校。1947年毕业后在卡列里的伐木场工作。1950年4月参军，进入空军部门:60。在完成空中射击和无线电控制培训后，他成为基洛夫堡高等空军学院圖-2轟炸機纵队的副指挥。由于表现优异，他被送往切尔尼戈夫高等军事航空飞行员学院深造，1954年12月29日毕业，获得中尉军衔。之后在莫斯科近郊防空部队歼击机大队第401队服役。1957年4月30日晋升上尉。同年加入苏联共产党:60。
1960年，他同加加林、季托夫等一起，通过了选拔和考核，成为苏联第一批宇航员。1961年8月6日，当季托夫准备乘坐东方二号起飞的时候，尼古拉耶夫是季托夫的替补。

## 航天生涯
第一次飞行
1962年8月11日莫斯科时间11时30分，尼古拉耶夫驾乘“东方3号”飞船升空。他的主要任务是：获取关于宇宙飞行条件对人机体影响的补充资料；考察人体在失重条件下的工作能力；进一步完善飞船各种系统以及通讯、操纵和着陆手段等。8月12日，波波维奇驾乘“东方4号”飞船升空，这是世界上首次两艘飞船编队长时间飞行任务。苏联中央电视台和电视转播站直接转播了宇宙飞船电视摄像机发来的两位宇宙航行员的影像。
1962年8月15日莫斯科时间上午9时55分在哈萨克共和国卡拉干达市以南着陆。他累计在东方3号飞行了95小时，将近四昼夜，期间围绕地球至少飞行了64圈，行程在260万公里以上。波波维奇在6分钟后也在该地区着陆。
第二次飞行
1970年6月1日至19日，他担任“联盟9号”飞船指令长，与谢瓦斯季亚诺夫一起，完成了第2次飞行任务。联盟9号一共环绕地球286周，耗时424小时58分。

## 晚年
1974年至1992年期间担任加加林宇航员培训中心第一任副主任。同时也是第六至第十一届俄罗斯苏维埃联邦社会主义共和国最高苏维埃代表。
2004年7月3日，尼古拉耶夫在俄罗斯楚瓦什自治共和国切博克萨雷镇担任一场大型运动会的裁判时，突然心脏病发作，经抢救无效逝世。

## 婚姻
1963年11月，在苏联首位女宇航员捷列什科娃载誉归来五个月后，就闪电式地与尼古拉耶夫结婚。赫鲁晓夫与当时的太空计划领导人主持了婚礼。1964年6月8日，女儿叶莲娜·尼古拉耶娃出生。
早在执行太空飞行任务前，时年35岁的尼古拉耶夫就开始热烈追求小自己9岁的捷列什科娃。不过，据苏联空军负责管理宇航员的卡马宁将军曾在日记中写道：“对于政治和科学来说，他们的婚姻可能是有益的；但是我根本不相信瓦莲京娜真爱安德里扬。他俩的性格完全不同——她热情如火，他心如止水……”
正是由于性格不合，他们闹过不少矛盾，但由于种种原因并未正式离婚：尼古拉耶夫可能因此从宇航员队伍中除名；而作为苏联妇女委员会主席，捷列什科娃也不方便离婚。最后，勃列日涅夫于1982年亲自批准了两人的离婚请求。

## 军衔

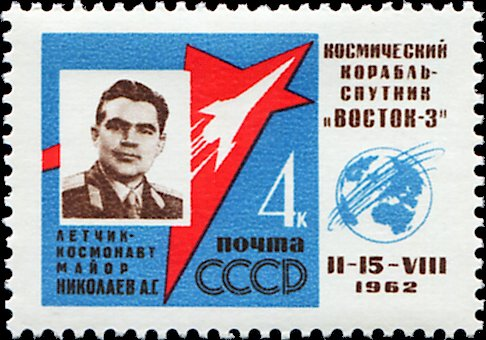
1962年邮票

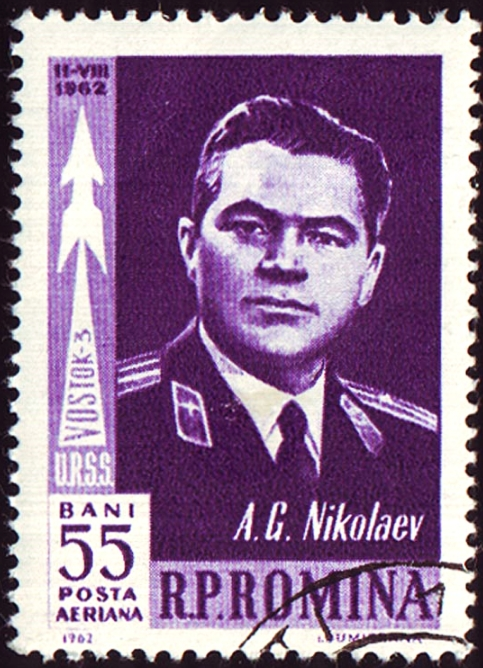
1962年邮票

- 空军中尉（1954年12月29日晋升）
- 空军上尉（1957年4月30日）
- 空军大尉（1960年5月9日）
- 空军少校（1962年8月11日）
- 空军中校（1963年11月6日）
- 空军上校（1965年4月10日）
- 空军少将（1970年6月18日）

## 荣誉
1962年8月15日，苏联体育协会和组织联合会中央理事会授予尼古拉耶夫“苏联功勋运动健将”称号，这是苏联最荣誉的体育称号。18日，苏联最高苏维埃主席团发布授予安德里扬尼古拉耶夫少校“苏联英雄”和“苏联宇宙航行员”称号的决定。下午，尼古拉耶夫和波波维奇乘“伊尔-18”式飞机在七架歼击机护送下，到达莫斯科伏努科沃國際機場，受到赫鲁晓夫和其他领导人的欢迎。21日，在莫斯科大学大礼堂举行的记者招待会上，苏联科学院院长克尔德什向尼古拉耶夫和波波维奇授予齐奥尔科夫斯基金质奖章。
1964年，他访问了南斯拉夫；1965年访问了法国，阿尔及利亚，匈牙利和蒙古等地。荣获“保加利亚人民共和国社会主义劳动英雄”、“越南社会主义共和国劳动英雄”和“蒙古人民共和国英雄”等称号。
1970年6月在他成功完成第二次飞行任务后，又被授予了“苏联英雄”称号。1970年，月球上的一个陨石坑以他命名。

## 轶闻
1969年1月22日下午，在克林姆林宫举行的宇航员凯旋仪式上，欢迎车队中的第二辆轿车遭到枪手袭击，这辆车正是乘坐宇航员的专车。司机当场中弹身亡，扑倒在方向盘上。尼古拉耶夫也受轻伤，但反应迅速，立即接管了方向盘，让车子转向行驶。